# Герб Сторожинецького району
Герб Сторожинецького райо́ну — один з символів Сторожинецського району Чернівецької області. Затверджений 11 квітня 2003р. рішенням сесії районної ради. 

## Опис
Герб Сторожинецького району: четверочастинний іспанський щит, розсічено пересічений в золото і зелень. В лівій верхній частині на зеленому полі в лівому верхньому куті чверть золотого кола з чотирма променями, що символізує сонце. В правій верхній частині на золотому полі зображення двох зелених пагорбів, символізуюче передгір'я Карпат. В правій нижній частині на зеленому полі китиця золотих букових горішків з листочками, символізуюча належність району до Буковини. В лівій нижній частині на золотому полі символічне зображення ялини, символізуюче основне природне багатство краю — його ліси. Щит увінчано стилізованою зелено — золотою короною, зубці якої вирішені у формі листків дерев.
Щит з гербом району підтримують з лівого боку брунатний олень із золотими рогами, з правого брунатний зубр із золотими рогами. Під щитом йде золота стрічка з чорним написом «Сторожинецький район».

## Символіка
Два пагорби — символ передгір'я Карпат. Горішки — символ належності до Буковини. Ялина — символ основного багатства району.